# Хайнрих VII (Германия)
Вижте пояснителната страница за други личности с името Хайнрих VII.
Хайнрих (VII) Хоенщауфен (на немски: Heinrich (VII); * 1211, Палермо; † 12 февруари 1242, Мартирано, Калабрия) е римско-немски крал (1220 – 1235), крал на Сицилия (1212 – 1217) и херцог на Швабия (1217 – 1235) от династията Хоенщауфен.

## Произход
Той е син и съ-крал на император Фридрих II и на Констанца Арагонска.

## Управление (1212 – 1235)

### Крал на Сицилия и херцог на Швабия
През февруари 1212 г. той е коронован от папа Инокентий III за крал на Сицилия под регентството на майка му. След смъртта на папата през 1216 г. баща му го извиква в Германия, взема от него и майка му сицилианската кралска титла и дава на Хайнрих управлението на Херцогство Швабия и след измирането на Церингите през 1218 г. на ректорат Бургундия.

### Римско-немски крал
На 20/26 април 1220 г. немските князе го избират във Франкфурт на Майн за римско-немски крал. Коронован е на 8 май 1222 г. в Аахен от архиепископ Енгелберт I от Кьолн († 1225), който взема вместо него политическите решения.

### Брак
По желание на баща му Хайнрих се жени на 29 ноември 1225 г. в Нюрнберг за по-голямата със седем години Маргарет фон Бабенберг, дъщеря на херцог Леополд VI от Австрия, която на 28 март 1227 г. в Аахен е коронована за кралица.

### Конфликт с баща си Фридрих ІІ
Хайнрих води война през 1233 г. против Вителсбахите и подчинява Ото II фон Пфалц. Той въстава против баща си, губи битка и на 2 юли 1235 г. трябва да му се подчини във Вимпфен. Фридрих II, заедно с князете, съди Хайнрих на 4 юли 1235 г. във Вормс, взема му короната и от края на 1235 г. го държи затворен на различни места в Апулия. Фридрих избира за римско-немски крал през 1237 г. във Виена своя втори син Конрад IV като наследник на Хайнрих (VII).

## Смърт
Хайнрих (VII) пада от кон по време на местенето му в друг замък и умира на 12 февруари 1242 г. в Мартирано. Баща му го погребва с кралски почести в катедралата на Козенца.

## Синове
Двата сина на Хайнрих (VII), Хайнрих и Фридрих умират през 1242/1245 и 1251 г., без да бъдат зачетени.

## Изкуство
Хайнрих се интересувал от изкуство и привлякъл много минезингери в своя двор. Вероятно той също пишел стихотворения.

## Разграничения
Хайнрих (VII) не трябва да се бърка с по-късния император Хайнрих VII от династията Люксембурги.